# Victor Laloux
Victor-Alexandre-Frédéric Laloux, född 15 november 1850 i Tours i Frankrike, död 13 juli 1937 i Paris, var en fransk arkitekt. 